# Лорис Кариус
Лорис Кариус (на немски: Loris Karius; роден на 22 юни 1993 г. в Биберах ан дер Рис) е германски футболист, играе като вратар за немския Шалке 04.

## Клубна кариера
Кариус започва да играе футбол в юношеските структури на Щутгарт. От 2009 до 2011 година Кариус играе в резервния отбор на английския гранд Манчестър Сити, но не успява да се докаже и се връща в родината си, подписвайки с Майнц 05. През 2011 година играе за втория отбор, след което е преместен в първия състав на клуба.
Дебюта си за Майнц 05 записва на 1 декември 2012 година, заменяйки в 52-рата нападателя Шон Паркър, след като титулярният вратар Кристиан Веткло е изгонен с червен картон. Майнц побеждава в този мач с 2:1 състава на Хановер 96. От сезон 2013/14 е първи избор на поста вратар за Майнц 05.
На 10 май 2014 година е титуляр на вратата на своя клуб в последния мач от сезона, побеждавайки на свой терен с 3:2 Хамбургер, а с тази победа Майнц 05 завършва седми и си осигурява класиране за турнира Лига Европа за следващия сезон.
На 2 март 2016 година играе пълни 90 минути на вратата на Майнц 05 при знаменитата победа на Алианц Арена с 1:2 над Байерн Мюнхен.

## Национален отбор
Кариус преминава през всички младежки структури на националния отбор на Германия. Играе за Германия до 21 години като е изиграл един мач за този отбор.